# Smultronvisslare
Smultronvisslare, Pyrgus malvae, är en art i familjen tjockhuvuden som tillhör ordningen fjärilar.

## Beskrivning

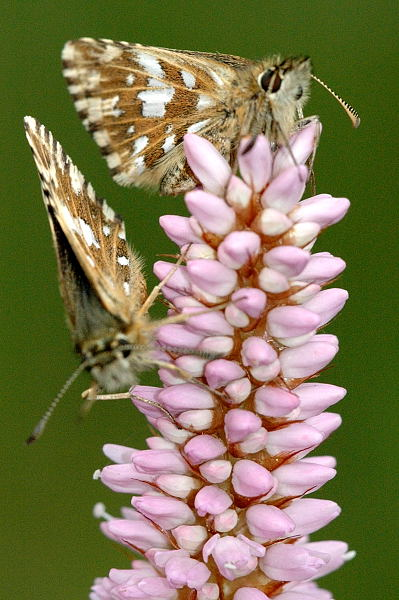
Undersidan på smultronvisslare.

Smultronvisslaren är en ganska liten fjäril vars vingspann är mellan 20 och 24 millimeter. Honan och hanen är lika varandra på både ovansidan och undersidan. Ovansidan är gråbrun till gråsvart med många vita, kantiga fläckar. Undersidan är ljusare gulbrun med både små och större vita fläckar där den största finns mitt på bakvingen vid framkanten. Larven är grön med ett stort brunsvart huvud och blir upp till 20 millimeter lång.
Värdväxter för smultronvisslaren är smultron, arter i fingerörtssläktet samt vissa andra rosväxter.
Flygtiden är under maj och juni i nordliga delar av utbredningsområdet. Längre söderut flyger en generation till i juli och augusti.

## Utbredning
Smultronvisslaren finns i Europa och mindre Asien, samt i Mongoliet, Amurområdet och Japan. I Norden förekommer den upp till Gudbrandsdalen i Norge, Ångermanland i Sverige samt Österbotten och Södra Savolax i Finland.